# Државна застава
Постоја два различита значење термина државна застава у вексилологији, први је застава владе суверене државе док је други застава појединачне поднационалне државе.

## Застава владе
Државна застава је варијанта националне заставе (или повремено другачијег дизајна) посебно одређена или ограничена законом или обичајем (теоретски или стварно) на владино коришћење или њених служби. Због тога се понекад називају и владиним заставама. У многим земљама државана и народна застава (истиче је општа јавност) су исте, али у неким земљама, нарочито у онима у Јужној Америци, средњој Европи и Скандинавији, државна застава је сложенија верзија националне заставе, често са додатним грбом или неким другим амблемом као дио дизајна. Скандинавске земље користе државне заставе са ластиним репом, како би се разликовале од народних застава.
Неке држава имају и посебне државне заставе, које се користи за неборбене владине бродове као што су пловила обалске страже. На примјер, на владиним бродовим у Уједињеном Краљевству се истиче Блу енсин.
Државне заставе не треба мијешати са националним заставама које користе војне организације; оне се називају ратним и поморским заставама.

### Националне заставе са различитом државном и народном верзијом
- Опциона народна застава Андоре
- Државна и народна застава Андоре
- Опциона народна застава Аргентине
- Државна и народна застава Аргентине
- Народна застава Аустрије
- Државна застава Аустрије
- Дефакто народна застава Белгије (сразмјер 2:3)
- Службена државна и народна застава Белгије (сразмјер 13:15)
- Народна застава Боливије
- Државна застава Боливије
- Народна застава Венецуеле
- Државна застава Венецуеле
- народна застава Данске
- Државна застава Данске
- Народна застава Еквадора
- Државна застава Еквадора (није забрањена за цивилну употребу)
- Народна застава Салвадора
- Државна застава Салвадора
- Алтернативна државна застава Салвадора
- Народна застава Костарике
- Државна застава Костарике
- Народна и алтернативна државна застава Њемачке
- Државна застава Њемачке
- Народна застава Гватемале
- Државна застава Гватемале
- Народна застава Исланда
- Државна застава Исланда
- Државна и народна застава Литваније
- Историјска државна застава Литваније
- Државна и народна застава Мађарске (сразмјер 1:2)
- Алтернативна народна застава Мађарске (сразмјер 2:3)
- Опциона државна застава Мађарске
- Народна застава Монака
- Државна застава Монака
- Народна застава Норвешке
- Државна застава Норвешке
- Народна застава Перуа
- Државна застава Перуа
- Државна и народна застава Пољске
- Optional Државна и народна застава Пољске
- Народна застава Сан Марина
- Државна застава Сан Марина
- Народна застава Србије
- Државна застава Србије
- Државна и народна застава Тувалуа
- Alternative Државна застава Тувалуа
- Civil and Државна застава Уругваја
- Alternative Државна застава Уругваја (Застава Артигаса)
- Alternative Државна застава Уругваја (Застава Тридесет три)
- Народна застава Финске
- Државна застава Финске
- Народна застава Хаитија
- Државна застава Хаитија
- Опциона народна застава Шпаније
- Државна и народна застава Шпаније

## Застава поднационалне државе
У Аустралији, Бразилу, Сједињеним Државама  и неким другим федералним земљама, термин државна застава може имати другачију употребу, јер се често односи на званичну заставу било које државе или територије која је подјединица која чини нацију.
За више информација о заставама поднационалних држава, видите:
- Заставе држава и територија Аустралије
- Заставе држава Бразила
- Заставе држава и територија САД
- Заставе држава Њемачке